# Mozilla Persona
Mozilla PersonaとはMozillaによるオープンなBrowserIDプロトコルをベースにしたウェブベースの分権的かつ安全な認証システムである。

## 歴史と動機
Personaは2011年7月にスタートし、 OpenIDやFacebook Connectのような同種の認証システムが持ついくつかの目標を共有するものだが、いくつかの異なる手法を持つ:
1. 識別子として電子メールアドレスを使用
2. よりプライバシーに主眼を置き
3. ブラウザと完全に統合することを目的とする

プライバシーの目標はアイデンティティプロバイダがユーザーを識別しているウェブサイトを知らないという事実が動機付けとなっている。初公開が2011年7月でMozillaによってウェブサイト上で完全に展開されたのが2012年1月の事だった。
2014年3月7日、MozillaはMozilla Personaを担当していたフルタイムのエンジニアを他のプロジェクトに異動し、開発はコミュニティーに委託すると発表した。サービスの提供、バグ修正やサポートはMozillaによって続けられる。

## 原則と実装
PersonaはBrowserIDプロトコルとして知られているVerifiedEmailProtocolが元になっており、ユーザーを識別するために電子メールアドレスを使用している。このプロトコルはブラウザ、アイデンティティプロバイダ、任意のウェブサイトを含んでいる。

### ブラウザとプロバイダとウェブサイト
ブラウザはユーザーの認証された電子メールアドレスのリストを保存し、暗号証明を使用しているウェブサイトにユーザーのアドレスの所有権を示す。

## 展開
PersonaはDrupal、Serendipity、SPIPといったCMSで実行することができる。また、Phonegapプラットフォーム（HTML5アプリケーションをモバイルアプリケーションにコンパイルするのに使用）での使用にも対応している。Mozillaはpersona.orgにてPersonaのサーバーを提供しており、連合アイデンティティによってユーザー自身のPersonaアイデンティティプロバイダをセットアップすることができる。
Personaを実装している著名サイトとしてTing、The Timesクロスワード、Trovebox、Voostがある。